# 卡洛斯·吉尔伯托·纳西门托·席尔瓦
卡洛斯·吉尔伯托·纳西门托·席尔瓦（葡萄牙語：Carlos Gilberto Nascimento Silva，1987年6月12日—），常称为吉尔（葡萄牙語：Gil），是一名巴西足球运动员，司职中后卫。現效力於巴甲球隊哥連泰斯。曾效力于中国足球超级联赛球队山东鲁能泰山。因个人原因，已于2019年7月1日与山东鲁能泰山解约。

## 国家队生涯
2014年8月14日，在巴西对阵哥伦比亚和厄瓜多尔的比赛前，吉尔被新任主教练邓加招入阵中。